# Коста Волпино
Ко̀ста Волпѝно (на италиански: Costa Volpino; на ломбардски: Costa Ulpì, Коста Улпи) е община в Северна Италия, провинция Бергамо, регион Ломбардия. Административен център на общината е градче Корти (Corti), което е разположено на 248 m надморска височина, на северния бряг на езеро Лаго д'Изео. Населението на общината е 9181 души (към 2018 г.).